# Truevision TGA
Truevision TGA，一般被称作TARGA，是一种由Truevision科技（现在已经被Avid科技收购）公司开发的光栅图像格式。这是一种TARGA和VISTA图形卡的原生数据格式，这两种芯片是IBM第一种支持真彩显示的图形卡。这种系列的图像卡是为了用PC进行专业的图像处理和视频编辑而开发的；因为这个原因，正常TGA格式的图像和NTSC和PAL视频格式中的图像是一致的。通常，在PC中，TGA文件以.tga后缀结尾。TGA文件因为它的简单、容易实现而变得普遍起来。